# Lypusa fulvipennella
Lypusa fulvipennella is een vlinder uit de familie zaksikkelmotten (Lypusidae). De wetenschappelijke naam van de soort is voor het eerst geldig gepubliceerd in 1874 door Hoffmann.